# Divodurum Mediomatricorum
Divodurum Mediomatricorum (en griego antiguo Διουόδουρον) era el nombre latino de la ciudad francesa de Metz, y capital de los mediomátricos, un pueblo de la Galia Bélgica que poseía un territorio que llegaba hasta el Rin en tiempos de Julio César. Es la única ciudad de los mediomátricos que menciona Claudio Ptolomeo. El Itinerario de Antonino la sitúa en la vía que va de Tréveris a Argentoratum (Estrasburgo). La ciudad, que en tiempos de César se llamaba sólo Divodurum, tomó el nombre de su pueblo a partir de Amiano Marcelino.
De la corrupción del último nombre a Mettis, derivó el nombre Metz en el siglo V. En aquel momento es mencionada en Notitia Imperium como metrópoli de la provincia de la Bélgica primera (Belgica Prima). El nombre significa "Plaza de los dioses" (del celta divo = "dios", duro = "mercado").
En el año 70 los soldados de Vitelio, que habían sido recibidos en la ciudad de forma amistosa, sin ningún motivo conocido empezaron a matar a los habitantes, que no opusieron resistencia, provocando unos cuatro mil muertos, según explica Tácito.
Divodurum era un lugar importante por su posición estratégica. Juliano el Apóstata, tras su victoria sobre los alamanes en Estrasburgo, envió el botín a la ciudad para su custodia. La ciudad fue destruida por los hunos a mediados del siglo V (quizás en el año 451), pero se recuperó y se convirtió en la capital del reino de Austrasia.
En Metz no se han encontrado apenas restos romanos pero sí en sus inmediaciones: en Le Sablon un anfiteatro (quizá mayor que el de Nimes), una naumaquia y unos baños, y en Gorze y Jouy un acueducto.

## Toponimia

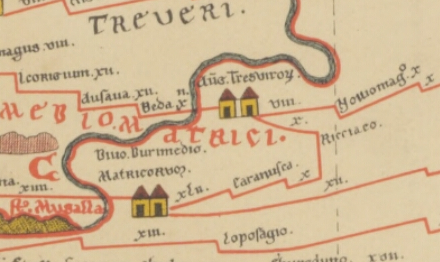
La vía de Metz a Tréveris en la Tabula Peutingeriana.

Divodurum era el oppidum (ciudad fortificada) y capital de la nación gala que César llamó Mediomatrici: los mediomátricos. Tácito cita el oppidum en la frase «Diuoduri Mediomatricorum id oppidum est» («Divodurum es la fortaleza de los mediomátricos»). En la Tabula Peutingeriana (copia medieval de un mapa militar romano de los siglos I-II), la ciudad se menciona en relación con el pueblo del cual que es capital: Divodurum Mediomatricorum (Divodurum de los Mediomátricos).
Se compone de los conocidos elementos celtas (galos) divo- "divinidad" y duro- "mercado", "foro", latinizado en durum, que algunos historiadores traducen como «colina» por la similitud con duno- y en referencia a la colina Sainte-Croix (cuna de la ciudad, en la confluencia del río Seille con el Mosela). El lingüista Xavier Delamarre lo interpreta como «plaza de los dioses» («recinto divino»).
En los siglos IV y V se produjo un cambio importante: los nombres de las ciudades desaparecieron y, en muchos casos, sólo quedó el nombre del pueblo que constituía la ciudad (civitas). Amiano Marcelino llamó a la ciudad Mediomatrici o Civitas Mediomatricorum.
El nombre de la ciudad pasó a ser Mettis (la forma moderna apareció en el siglo V), que con el tiempo se convirtió en Metz.

## Historia

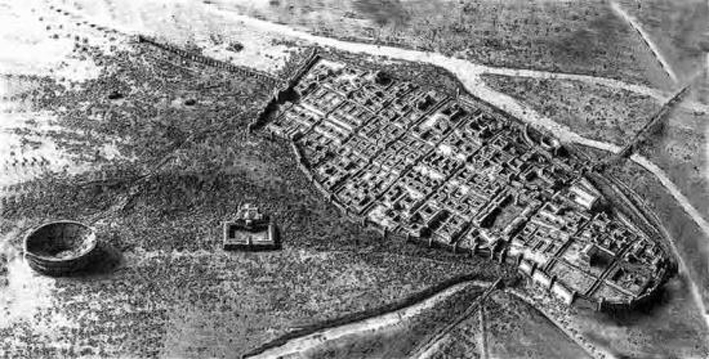
Maqueta de la ciudad romana.

Durante su periodo más próspero (a partir del siglo I), Divodurum era una ciudad romana abierta, cuyo corazón correspondía a la mitad oriental del actual centro urbano (desde las riberas del Mosela hasta la plaza Saint-Louis), y contaba con varios suburbios conocidos, situados hoy en Pontiffroy, Outre-Seille y al norte de Le Sablon (zona del anfiteatro).
Pero en el siglo II, con la llegada de las grandes invasiones, Divodurum se rodeó de una muralla (construida a partir de un gran número de tumbas de la necrópolis de Le Sablon), lo que redujo su territorio, dejando fuera sus barrios periféricos y el gran anfiteatro. Para cubrir esta carencia, se construyó con sus piedras un pequeño anfiteatro, en la rue de la Paix, cerca del Mosela, que servía a la vez de odeón y de teatro (cuyo trazado aún puede apreciarse en la disposición de los edificios de la zona).

## Culto

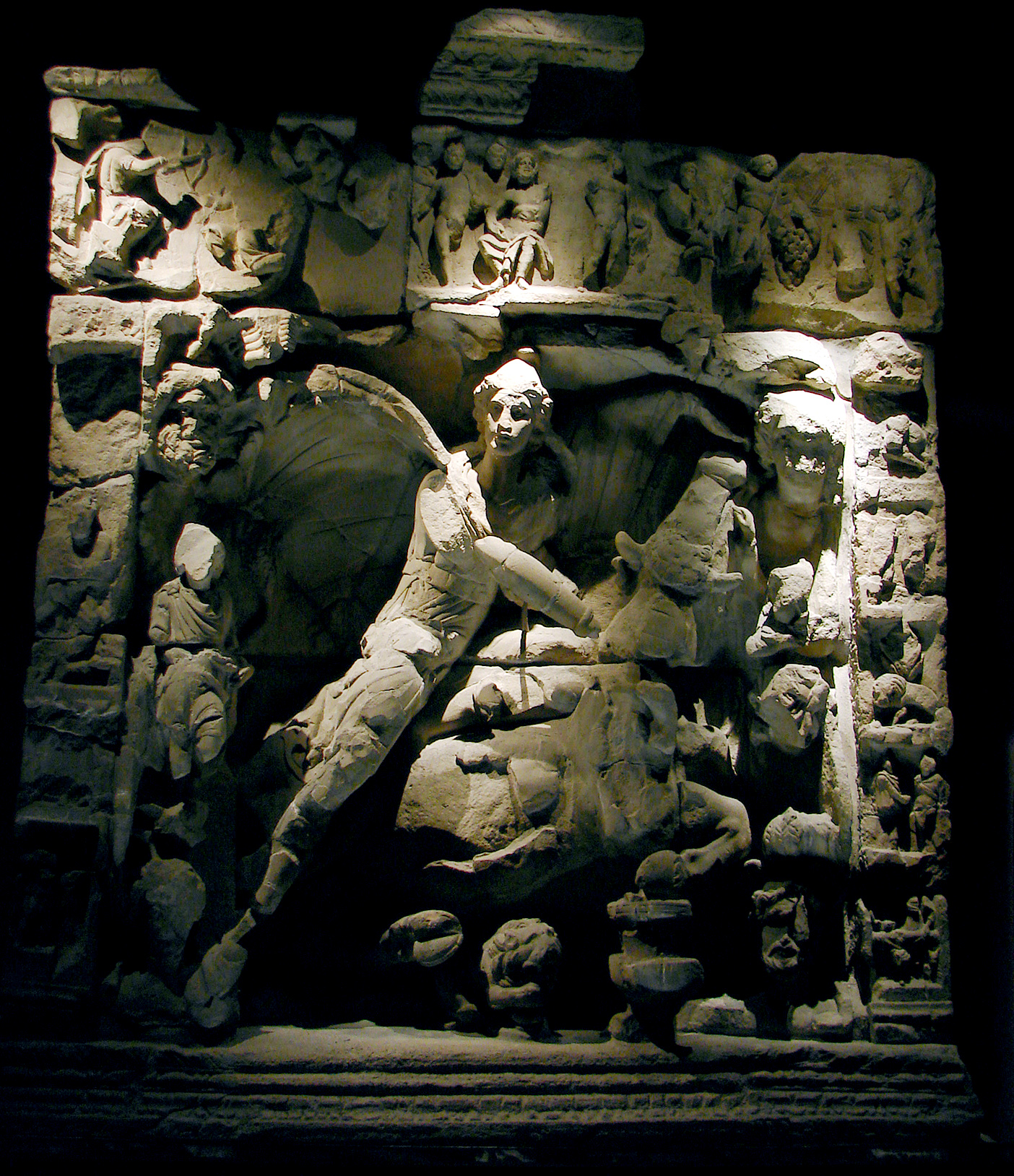
Bajorrelieve del mitreo galorromano hallado en Sarrebourg y que se conserva en los museos de Metz.

Las obras de remodelación del aparcamiento de la Place de la République han sacado a la luz un fragmento de altar relacionado con el culto a la diosa oriental Cibeles. Se trata de un testimonio importante de la diversidad de la vida religiosa de Metz en la época romana. La piedra de Cibeles se exhibe en la actualidad en los museos de la Corte de Oro, junto a Mitra (culto de Mitra) e Isis, a las que también se rendía culto en el Mosela en el pasado. También existía un culto celta a la diosa local Icovellauna, cuyo templo octogonal se construyó en un pozo cercano a la necrópolis de Le Sablon.

## Monumentos

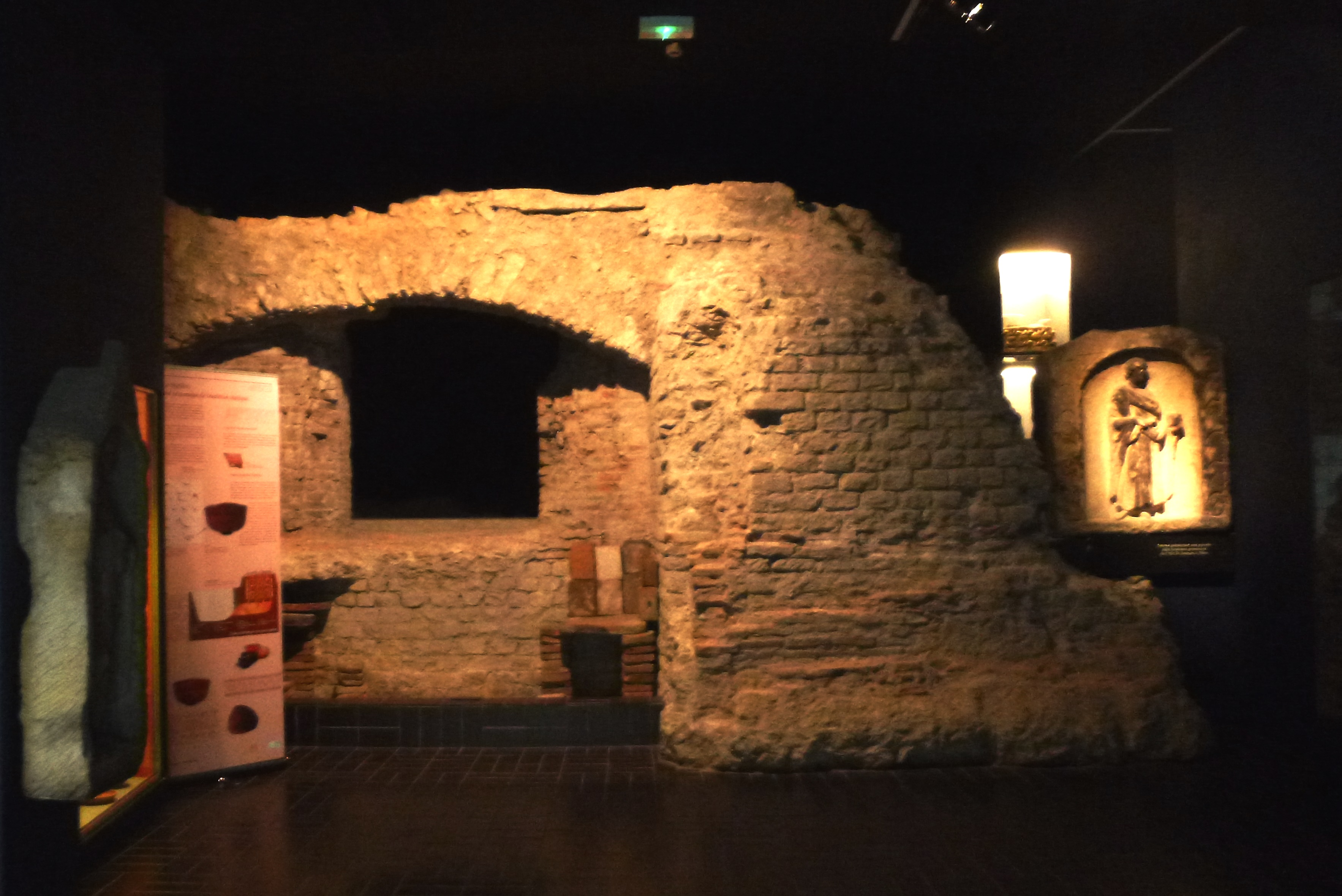
Antiguo hipocausto de las Termas del Norte (Museo de la Corte del Oro).

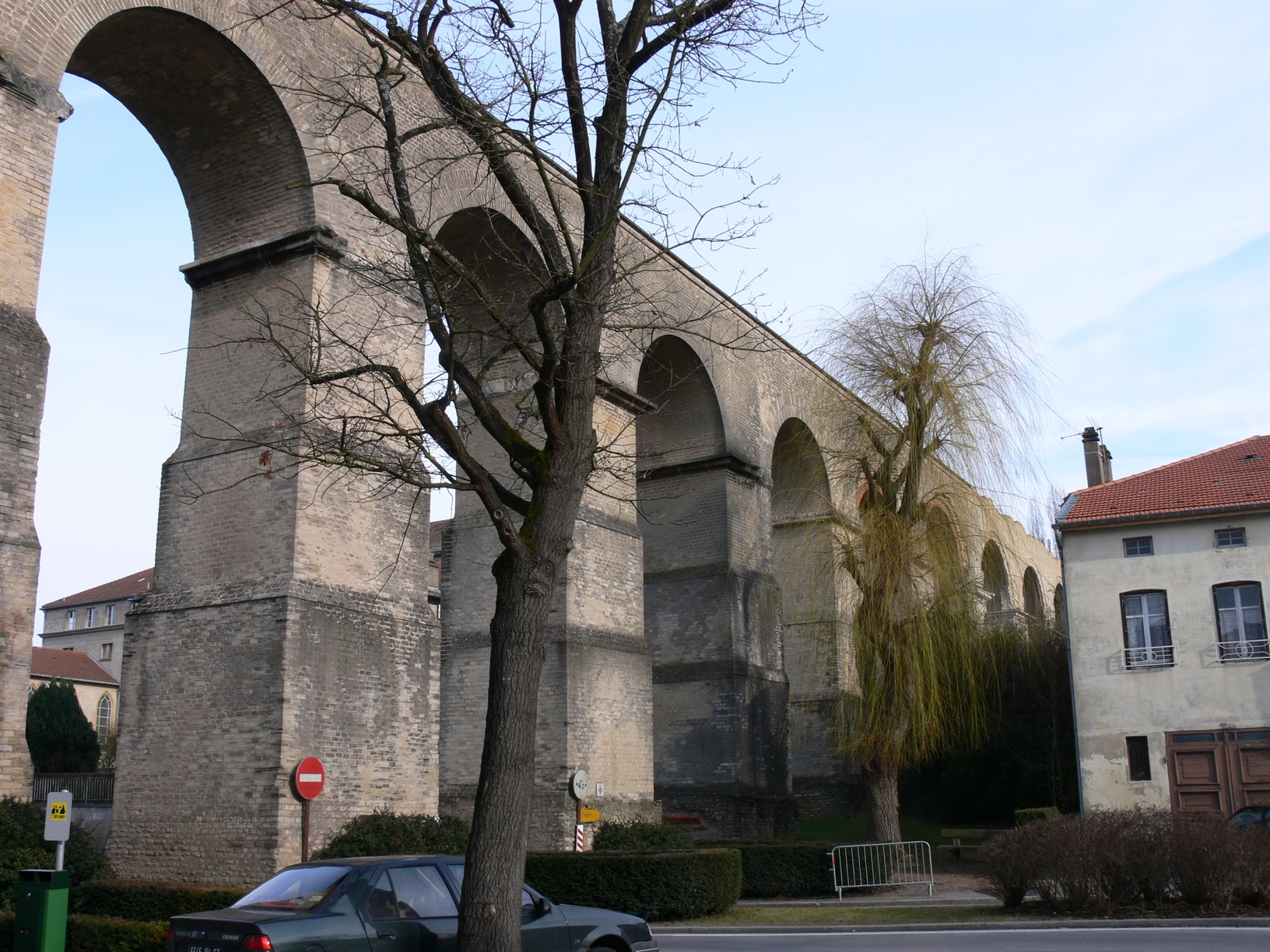
Acueducto romano de Gorze a Metz: tramo elevado que atraviesa el pueblo de Jouy-aux-Arches.

- Paso de vías importantes: el cardo maximus es la Via Scarponensis, que procedía de Scarpone (actual Dieulouard), entraba en la ciudad por una puerta cercana a la actual Porte Serpenoise —el trazado corresponde a las actuales calles Trinitaires, Taison, Serpenoise, avenidas Robert Schumann y Général Leclerc, calle de Verdun—, y llegaba hasta Tréveris; el decumanus partía de la Porte Sailly[8] (actual Place des Paraiges) desde Maguncia y Estrasburgo, seguía el eje Fournirue - rue d'Estrées, y luego cruzaba el Mosela aguas abajo del Pont des Roches en dirección a Verdún y Reims.
- Murallas y puertas de la ciudad, restos de muros visibles en un patio de la rue des Piques, en el muro de la iglesia de Saint-Martin y detrás de las casas de la place Saint-Louis.
- Acueducto de Gorze a Metz.
- Foro y templo, cerca de la place Saint-Jacques.
- Basílica civil del foro.
- Termas del Norte, conservadas en el sótano del Museo de la Corte de Oro.
- Termas del barrio de Saint-Jacques.
- Termas del Pré aux Clercs.
- Termas cuya palestra son los cimientos de la iglesia de Saint-Pierre-aux-Nonnains.
- Pequeñas termas.
- Pequeño anfiteatro, mitad teatro, mitad arena de espectáculos, rue Sainte-Marie.
- Gran anfiteatro construido en el siglo I, junto al Centre Pompidou-Metz.